# Хельгёйа
Хельгёйа (норв. Helgøya) — остров в Норвегии.
Является крупнейшим «пресноводным» островом Норвегии, находящимся в акватории озера Мьёса, в южной части страны, на территории фюльке Хедмарк. Административно входит в состав коммуны Рингсакер. Площадь его составляет 18,3 км². Население — около 600 человек. Остров лежит в озере южнее полоуострова Нес, с которым с ноября 1957 года соединён мостом.
В настоящее время на острове Хельгёйа находятся 32 сельскохозяйственных производства (фермы). Во владениях наиболее крупного из них — Ховисхольма — в 1612 году была построена церковь. Другая старинная ферма — Эйк — дала название холмистой части острова, Эксбергет.